# ذبابة الشوندر
ذبابة الشوندر أو ناخرة أوراق البنجر (الاسم العلمي: Pegomya betae)، هي حشرة من ذباب الأزهار، طولها يراوح من 5 إلى 6 مم. تمتح مكنها خلال شهر أيار على أوراق الشوندر فوق صفحاته السَُّفَل فينقف عن يرقات دقيقة تثقب النصل وتسردبة طولًا وعرضًا فتسبب ذبوله.